# Silvia Riegerová
Silvia Sabine Riegerová (* 14. listopadu 1970 Hinte, Dolní Sasko) je bývalá německá atletka, jejíž specializací byla čtvrtka s překážkami.

## Kariéra
První úspěch zaznamenala v roce 1987 na juniorském mistrovství Evropy v Birminghamu, kde získala zlatou medaili. O rok později uspěla rovněž na juniorském mistrovství světa v kanadském Sudbury, kde vybojovala bronzovou medaili. V roce 1989 vybojovala ve Varaždínu druhý titul juniorské mistryně Evropy.
Na letních olympijských hrách 1992 v Barceloně skončila v rozběhu. V roce 1994 získala na evropském šampionátu v Helsinkách stříbrnou medaili. O rok později doběhla ve finále mistrovství světa ve švédském Göteborgu na šestém místě. Reprezentovala na letních olympijských hrách 1996 v Atlantě, kde skončila ve finále na posledním, osmém místě v čase 54,57 s. Úspěchem pro ni skončila účast na mistrovství Evropy v Budapešti 1998. K bronzu ze čtvrtky s překážkami přidala zlatou medaili ze štafety na 4 × 400 metrů.
Její osobní rekord má hodnotu 54,22 s.